# 諾基亞Asha 302
諾基亞Asha 302是諾基亞生產的直立式功能手機，2012年2月27日發布。

## 規格
| 類型     | 功能手機                                                                |
| 手機規格 | 直立式                                                                  |
| 尺寸     | 高度：115.2（4.54英寸）；寬度：58.9（2.32英寸）；厚度：13.5（0.53英寸） |
| 重量     | 106.0克（3.74盎司）                                                     |
| 操作系统 | Series 40（Nokia OS）                                                   |
| 電池     | 1320 mAh                                                                |
| 顯示器   | 2.4英寸（61）                                                           |

## 外部連結
- （英文）諾基亞Asha 302——全球

Template:Nokia asha series